# Vibrissina dieloceri
Vibrissina dieloceri là một loài ruồi trong họ Tachinidae.